# El Alavés (1887)
El Alavés fue un periódico que se editó en la ciudad española de Vitoria entre 1887 y, al menos, 1899.

## Descripción
Si bien en 1859 había existido durante meses un periódico del mismo título, este nació en 1887, fundado por Álvaro de Sodupe. De firmes ideas tradicionalistas, tuvo como director a Gregorio de Oqueta primero y a Ramón Ortiz de Zárate después, y su administración estuvo sita en la calle de la Estación y en la de la Herrería de la capital alavesa. Se definió como «periódico integrista» primero y como «periódico tradicionalista» después. En el primer número, de 25 de octubre de 1887, se hablaba de una España en la que las tradiciones estaban bajo amenaza. Se pueden leer las siguientes palabras:

«Todo ha salido al revés. En vez de la prosperidad tenemos la decadencia en todos los órdenes y en todas partes. En vez de la riqueza tenemos la miseria, huyendo de la cual mucha gente, y de la más robusta y vigorosa, abandona sus hogares y vá á buscar allá tras el océano un pedazo de pan que aquí no le niega el suelo pero le arrebatan los hombres. Muchos de los que quedan forman esas manadas de mendigos que crecen todos los dias y nadie sabe ya donde recoger ni como alimenta. En vez del aumento de poder y consideración exterior, perdimo la máxima parte de nuestras colonias, y las que nos quedan están mal seguras y son objeto de codicias insolentes. Nadie cuenta en Europa con nosotros á pesar de nuestra privilegiada posición geográfica, y, lo que es peor, se nos imponen los tratados más ruinosos á nuestra industria y nuestra agricultura. En vez del órden, tranquilidad y moralidad en el interior, tenemos que el desórden está en todas partes. No ese desórden que se produce con tiros y sablazos, sino ese otro mucho mas duradero y más universal que está en las ideas, las máximas, los sentimientos, y produce los errores, los ódios y el desbordamiento de toda clase de vicios y de crímenes. La inmoralidad nos ahoga y se estiende por todas las esferas: los escándalos son de todos los dias: los papeles públicos apenas se alimentan de otra cosa. Diríase que corre la iniquidad por rios y arroyos y nos la bebemos lo mismo que el agua»

Señalaban los autores, aun así, que «la curación [era] posible», aunque la misión a la que se enfrentaban era «ardua». Se publicaba primero los martes, jueves y sábados y más tarde a diario, con la única excepción de los festivos. Tras su desaparición al filo del cambio de siglo, lo sucedería el Heraldo Alavés.